# Bahnstrecke Källby–Kinne-Kleva
| Streckenlänge: | 9 km                        |                                              |                                              |
| Spurweite: | 891 mm (schwed. 3-Fuß-Spur) |                                              |                                              |
| |                             |                                              |                                              |
| \| \| 9 \| Kinne-Kleva \| Kinne-Kleva \| \| \| 7 \| Kinnekulleverken \| Kinnekulleverken \| \| \| 4 \| Husaby \| Husaby \| \| \| \| Bahnstrecke Gårdsjö–Håkantorp von Forshem \| \| \| \| 0 \| Källby (früher Bhf.) \| Källby (früher Bhf.) \| \| \| \| Bahnstrecke Gårdsjö–Håkantorp nach Lidköping \| \| \| \| \| \| \| \| Quellen: [1][2] \| \| \| \| |                             |                                              |                                              |
| Kopfbahnhof Streckenanfang (Strecke außer Betrieb) | 9                           | Kinne-Kleva                                  | Kinne-Kleva                                  |
| Blockstelle (Strecke außer Betrieb) | 7                           | Kinnekulleverken                             | Kinnekulleverken                             |
| Haltepunkt / Haltestelle (Strecke außer Betrieb) | 4                           | Husaby                                       | Husaby                                       |
| Abzweig ehemals geradeaus und von rechts |                             | Bahnstrecke Gårdsjö–Håkantorp von Forshem    | Bahnstrecke Gårdsjö–Håkantorp von Forshem    |
| Haltepunkt / Haltestelle | 0                           | Källby (früher Bhf.)                         | Källby (früher Bhf.)                         |
| Strecke |                             | Bahnstrecke Gårdsjö–Håkantorp nach Lidköping | Bahnstrecke Gårdsjö–Håkantorp nach Lidköping |
| |                             |                                              |                                              |
| Quellen: |                             |                                              |                                              |

Die Bahnstrecke Källby–Kinne-Kleva war eine schmalspurige Eisenbahnstrecke am Kinnekulle im ehemaligen Skaraborgs län in Schweden. Sie hatte eine Spurweite von 891 mm.

## Södra Kinnekulle Järnvägsaktiebolag
Die Strecke wurde von der Södra Kinnekulle Järnvägsaktiebolag (SKJ) mit Sitz in Lidköping errichtet.
Die Konzession für die Strecke wurde bereits am 11. Oktober 1918 erteilt, jedoch dauerte es bis zum 17. Januar 1924, bevor sie für den Verkehr freigegeben wurde. Die Strecke schloss etwa 500 m nördlich von Källby an die Bahnstrecke Gårdsjö–Håkantorp der ehemaligen Kinnekulle–Lidköpings järnvägsaktiebolag (KiLJ) an. Von dort war es neun Kilometer bis Kinnevik-Kleva. Die Baukosten für die mit einem Aktienkapital von 308.000 Kronen ausgestattete Gesellschaft betrugen 480.191 Kronen. Für die Strecke wurden keine eigenen Fahrzeuge beschafft, die Bedienung erfolgte durch die Lidköpings järnvägar (LJ).
Nach einer kurzen Phase im Jahre 1928, in der die Strecke in Staatseigentum war, erwarb die Stadt Linköping die Gesellschaft. Im Rahmen der allgemeinen Eisenbahnverstaatlichung in Schweden wurde die Strecke 1948 wiederum vom Staat übernommen und in die Organisation der SJ integriert.
Der Personenverkehr endete praktisch 1937, offiziell jedoch erst 1938. Der Güterverkehr wurde 1953 eingestellt, die Stilllegung erfolgte 1955. Die Strecke wurde bis 1960 abgerissen.
Der Bahndamm ist fast überall verschwunden, lediglich am Steinbruch bei den Kinnekulle-Werken ist ein Reststück vorhanden.